# Aon noctuiformis
Genre
Espèce
Aon noctuiformis, unique représentant du genre Aon, est une espèce de Lépidoptères (papillons) de la sous-famille des Hypocalinae (famille des Erebidae).

## Répartition
Aon noctuiformis est endémique du Texas (États-Unis),.

## Description
Dans sa description de 1892, Neumoegen indique que les deux spécimens mâles en sa possession présentent une envergure de 29 mm et un corps d'une longueur de 10 mm.

## Classification
Le genre Aon et l'espèce Aon noctuiformis ont été décrits en 1892 par l'entomologiste allemand Berthold Neumoegen (d) (1845-1895)
,
,
,.
Les spécimens types ont été collectés dans les environs du rio Nueces dans le Sud-Ouest du Texas.
Aucune sous-espèce n'est répertoriée.

### Publication originale
- (en) B. Neumoegen, « Description of a New Cossid from Texas », Entomological news, and proceedings of the Entomological Section of the Academy of Natural Sciences of Philadelphia, Philadelphie, Inconnu, vol. 3,‎ décembre 1892, p. 258-259 (OCLC 1568007, lire en ligne).